# Alexander Mackenzie (explorador)
Sir Alexander Mackenzie (1764 - 12 de março de 1820) foi um explorador escocês-canadense.
Mackenzie nasceu em Stornoway na Ilha de Lewis em Outer Hebrides, Escócia. Em 1774 sua família se mudou para Nova Iorque e depois para Montreal em 1776 por causa da Revolução Americana. Em 1779 ele arrumou um emprego na Companhia do Noroeste e viajou para o Lago Athabasca, quando fundou o Forte Chipewyan em 1788. Ele foi enviado para substituir Peter Pond, outro empregado da companhia. Foi Pond que lhe falou sobre os índios das "Primeiras Nações" que supunha navegavam nos rios até o noroeste. Com essas informações ele viajou de canoa até descobrir o atual Rio Mackenzie em 10 de julho de 1789, seguindo-o por sua extensão na esperança de descobrir uma Passagem Noroeste para o Oceano Pacífico no Alasca. Ele encontrou o Oceano Ártico e por isso denominou o rio de "Rio do Desapontamento". Mais tarde o rio receberia o nome do explorador em sua homenagem.
Em 1791 ele voltou para a Grã-Bretanha para estudar os avanços nas medições de longitudes. Retornou em 1792 e foi enviado para tentar encontrar novamente uma rota para o Pacífico. Acompanhado de guias nativos e viajantes franceses, Mackenzie deixou Forte Fork e seguiu a rota do Peace River. Ele chegou ao Rio Fraser, quando foi avisado que o mesmo era inavegável e com tribos beligerantes nos arredores. Ele então estabeleceu uma rota comercial que iniciava no West Road River, atravessava as Montanhas Costeiras e terminava no Rio Bella Coola até o mar. Ele chegou à costa do Pacífico em 20 de julho de 1793 em Bella Coola, Colúmbia Britânica. Ele completou a primeiro travessia transcontinental registrada na América do Norte por um europeu ao norte do México. Ele desejava continuar a exploração mas voltou por força de hostilidades da nação Nuxalk. A expedição de George Vancouver tinha visitado Bella Coola 48 dias antes. Em um ponto ocidental do Canal Dean, em 22 de julho de 1793, ele inscreveu "Alexander Mackenzie do Canadá, nesta terra em 22 de julho de 1793" numa rocha e voltou para o Canadá. A inscrição permaneceu no local atualmente conhecido por Parque Provincial Sir Alexander Mackenzie.

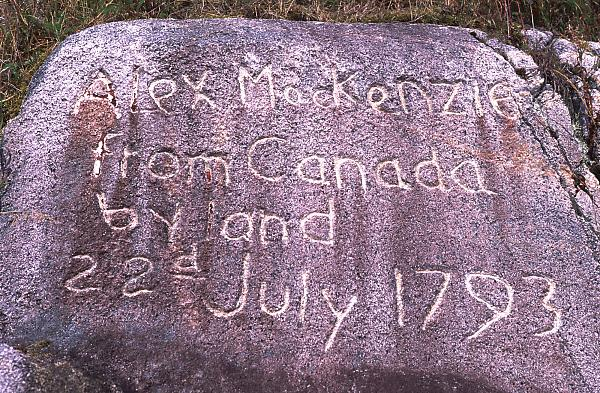
Inscrição que registra o fim da expedição de Alexander Mackenzie.

Ele foi graduado cavaleiro em 1802, em reconhecimento do seu trabalho. E assumiu uma cadeira na Assembleia Legislativa do Canadá Inferior, de 1804 a 1808.  Em 1812, ele se casou e retornou para a Escócia. Mackenzie morreu em 1820 de uma nefrite (Doença de Bright). Foi enterrado em Avoch, na Ilha Negra em Ross e Cromarty.